# Michael Gehler

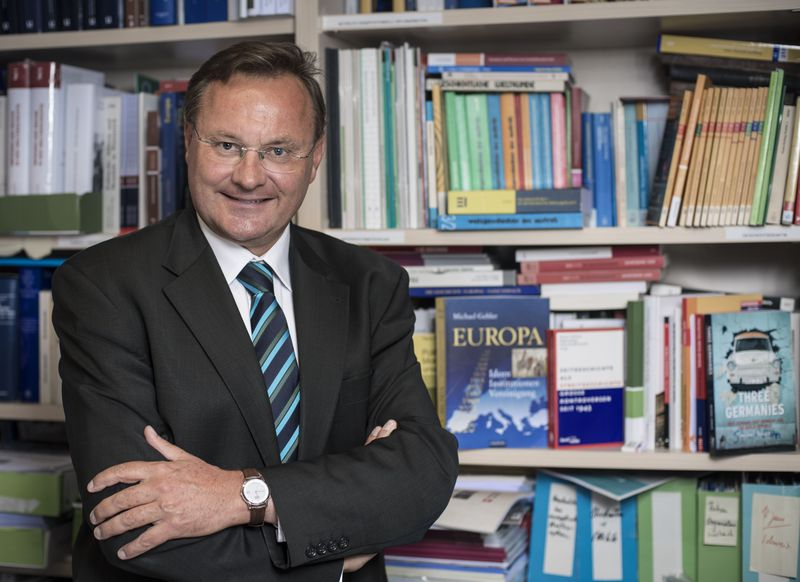
Michael Gehler (2017)

Michael Gehler (* 15. Jänner 1962 in Innsbruck) ist ein österreichischer Historiker.
Seit 2006 lehrt er als  Professor für Neuere Deutsche und Europäische Geschichte und Leiter des Instituts für Geschichte an der Universität Hildesheim. Er gilt als einer der profiliertesten Kenner des europäischen Integrationsprozesses.

## Leben und Wirken
Michael Gehler wurde 1962 in Innsbruck als Sohn eines Deutschen und einer Österreicherin geboren. Der Vater war Versicherungskaufmann. Gehler besuchte von 1972 bis 1981 das Arnold-Gymnasium Neustadt, wo er 1981 das Abitur ablegte. Er studierte von 1981 bis 1987 an der Leopold-Franzens-Universität Innsbruck Geschichte und Germanistik. Er wurde 1987 promoviert mit einer Arbeit über die Studentschaft an der Universität Innsbruck von 1918 bis 1938. Von 1992 bis 1996 war er Research Fellow des Fonds zur Förderung der wissenschaftlichen Forschung in Wien. Ab 1996 war er Universitätsassistent. Im Jahr 1999 habilitierte sich Gehler an der Universität Innsbruck mit einer Arbeit über Karl Gruber und die Außenpolitik Österreichs von 1927 bis 1949. 2001/02 war er Alexander von Humboldt-Stipendiat an der Universität Bonn. Zwischen 2004 und 2005 war Gehler auch Gastprofessor an den Universitäten Rostock (2004), Salzburg (2004/05) und Löwen (2005). An der Universität Innsbruck war er 2006 als außerordentlicher Professor am Institut für Zeitgeschichte tätig.
Seit 2006 lehrt er als W3-Professor für Neuere Deutsche und Europäische Geschichte und ist Leiter des Instituts für Geschichte an der Universität Hildesheim. Seit 2005 ist er Mitglied der Österreichischen Akademie der Wissenschaften und wurde 2008 korrespondierendes Mitglied der Philosophisch-Historischen Klasse. Durch die EU-Kommission wurde ihm 2006 ein Jean-Monnet-Chair für vergleichende europäische Zeitgeschichte und Geschichte der europäischen Integration im Rahmen der „Aktion Jean Monnet“ der Europäischen Union verliehen, dem 2011 (für die Jahre 2011–2014), 2016 (für die Jahre 2016–2019) und 2020 (für die Jahre 2020–2023) die erneute Verleihung folgte. Einen Ruf an die Universität Innsbruck auf eine Professur für Zeitgeschichte lehnte er 2012 ab. Gehler hat 2013 einen Ruf zur Leitung des Instituts für Neuzeit- und Zeitgeschichtsforschung (INZ) der Österreichischen Akademie der Wissenschaften in Wien unter Beibehaltung seiner Professur an der Universität Hildesheim angenommen.
Im Februar 2014 übernahm er eine Gastprofessur an der Fakultät für Europäische Studien der Babeș-Bolyai-Universität Cluj-Napoca (Klausenburg) im Rahmen des Studienprogramms „Cultural Diplomacy and International Relations“ und im März eine solche an der Ege Üniversitesi in Izmir im Rahmen des Erasmus-Dozentenaustausches und der Partnerschaft mit der Universität Hildesheim. Vom ungarischen Staatspräsidenten wurde er am 1. September 2021 zum Universitätsprofessor (egyetemi tanár) an der Andrássy Universität Budapest, unter anderem als Mitglied der Promoventen-Stammschule, ernannt. Seine Funktionen als Jean Monnet-Chair und geschäftsführender Leiter des Instituts für Geschichte der Stiftung Universität Hildesheim führt er weiterhin fort.
Gehler forscht über die österreichische, deutsche und europäische Zeitgeschichte. Forschungsschwerpunkte sind die Regionalgeschichte unter besonderer Berücksichtigung der Südtirolfrage sowie internationale Beziehungen unter besonderer Berücksichtigung der europäischen Integration. Gehler hat sich einschlägig zu den wichtigsten Themen der österreichischen Außenpolitik seit dem Zweiten Weltkrieg (Besatzungszeit, EU-Beitritt, Südtirol) befasst. In zentralen Archiven hat er die wichtigsten Akten zusammengetragen sowie die meisten Außenminister der Nachkriegszeit und zahlreiche führende Diplomaten persönlich interviewt. Er legte 2005 ein 1300-seitiges Werk mit 3402 Fußnoten in zwei Bänden über Österreichs Außenpolitik in der Zweiten Republik von 1945 bis zur Gegenwart vor. Er legte 2010 mit Europa. Ideen – Institutionen – Vereinigung eine Art Studienbuch für Geschichts- und Politikwissenschaft vor. Es ist eine Neuausgabe eines bereits 2005 veröffentlichten Werkes. Nach „Ursprünge und Charakteristika“ seit den Griechen folgen Ausführungen über historische Europaideen, die bei Dante und Pierre Dubois einsetzen und bis Jean Monnet reichen. Rund 330 Seiten sind der europäischen Integration seit 1945 gewidmet.
Er ist seit 1994 verheiratet und hat vier Kinder.

## Ehrungen und Mitgliedschaften

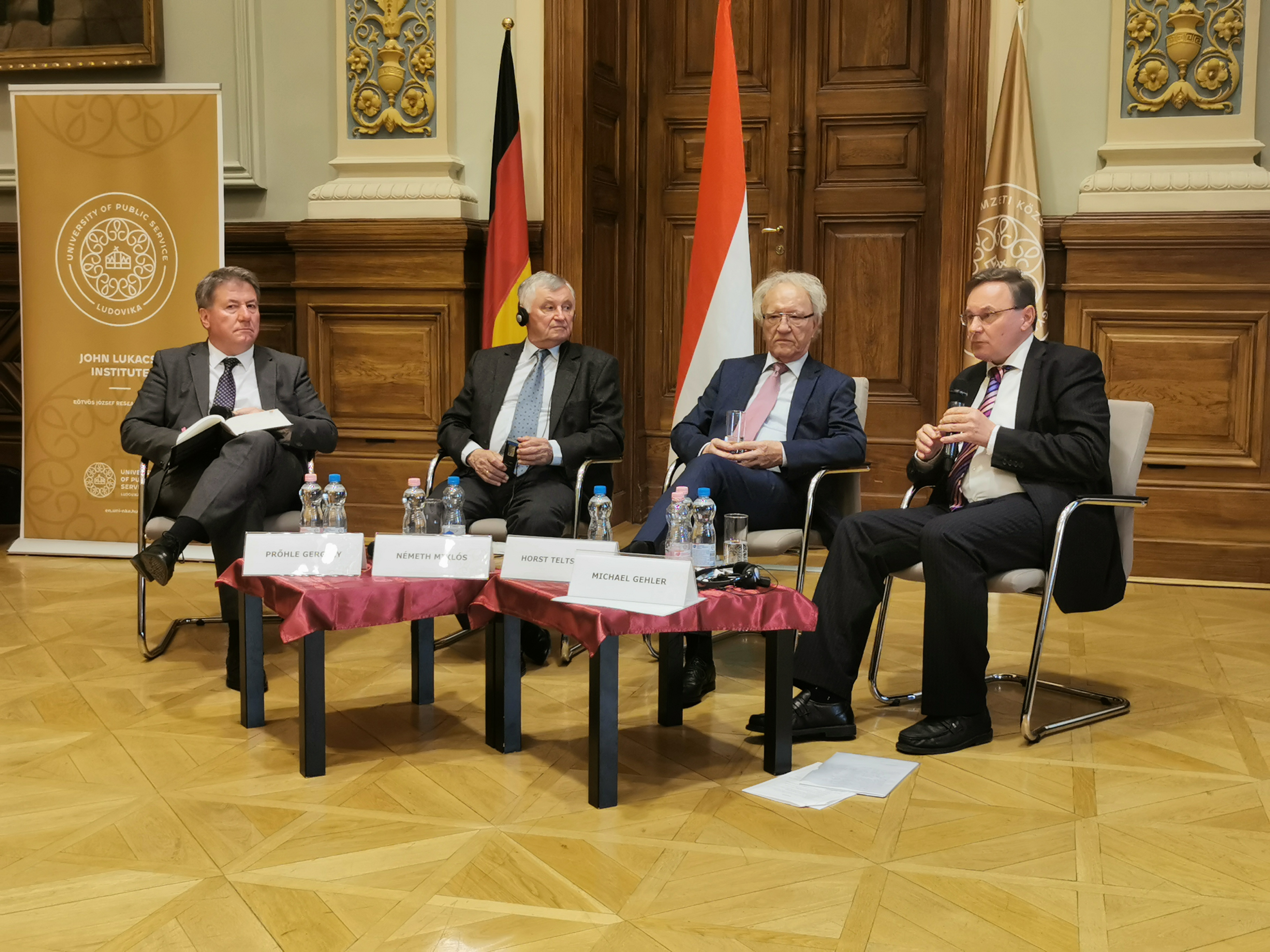
Michael Gehler (2025)

Für seine Forschungen wurden Gehler zahlreiche wissenschaftliche Ehrungen und Mitgliedschaften zugesprochen. Er wurde ausgezeichnet mit dem Ludwig Jedlicka-Gedächtnispreis in Wien (1988), dem Dr.-Wilfried Haslauer-Forschungspreis in Salzburg (1994), dem Theodor-Körner-Stiftungspreis zur Förderung von Wissenschaft und Kunst in Wien 1994, dem Kardinal-Innitzer-Förderungspreis in Wien 1996 und dem Preis der Landeshauptstadt für die wissenschaftliche Forschung an der Universität Innsbruck 2001.
Er war Alexander-von-Humboldt-Forschungsstipendiat von 2001 bis 2002 an der Universität Bonn. Ihm wurde der Karl von Vogelsang-Staatspreis Wien (2004), das Österreichische Ehrenkreuz für Wissenschaft und Kunst (2011) und der Preis für hervorragende Forschung im Studienjahr 2019/20 der Stiftung Universität Hildesheim verliehen.

## Schriften (Auswahl)
Monographien
- Studenten und Politik. Der Kampf um die Vorherrschaft an der Universität Innsbruck 1918–1938 (= Innsbrucker Forschungen zur Zeitgeschichte. Bd. 6). Haymon-Verlag, Innsbruck 1990, ISBN 3-85218-079-1 (Zugleich: Innsbruck, Universität, Dissertation, 1988).
- Zeitgeschichte im dynamischen Mehrebenensystem. Zwischen Regionalisierung, Nationalstaat, Europäisierung, internationaler Arena und Globalisierung (= Herausforderungen. Bd. 12). Winkler, Bochum 2001, ISBN 3-930083-85-X.
- Finis Neutralität? Historische und politische Aspekte im europäischen Vergleich: Irland, Finnland, Schweden, Schweiz und Österreich (= Zentrum für Europäische Integrationsforschung. Discussion Paper. C 92). Zentrum für Europäische Integrationsforschung, Bonn 2001, ISBN 3-933307-92-9.
- Europa. Von der Utopie zum EURO: Karlskult, frühe Visionen, Friedensutopien ... (= Fischer. Bd. 15360). Fischer-Taschenbuch-Verlag, Frankfurt am Main 2002, ISBN 3-596-15360-3.
- Der lange Weg nach Europa. 2 Bände (Bd. 1: Österreich von Paneuropa bis zum EU-Beitritt. Dokumente. Bd. 2: Österreich vom Ende der Monarchie bis zur EU. Darstellung). Studien-Verlag, Innsbruck u. a. 2002, ISBN 3-7065-1559-8.
- Europa. Ideen, Institutionen, Vereinigung. Olzog, München 2005, ISBN 3-7892-8129-8 (3., komplett überarbeitete und erheblich erweiterte Auflage, München 2017, ISBN 978-3-9576-8188-1).
- Österreichs Außenpolitik der Zweiten Republik. Von der alliierten Besatzung bis zum Europa des 21. Jahrhunderts. 2 Bände. Studien-Verlag, Innsbruck u. a. 2005, ISBN 3-7065-1414-1.
- Vom Marshall-Plan zur EU. Österreich und die europäische Integration von 1945 bis zur Gegenwart. StudienVerlag, Innsbruck u. a. 2006, ISBN 3-7065-1913-5.
- Eduard Reut-Nicolussi und die Südtirolfrage 1918–1958. Streiter für die Freiheit und die Einheit Tirols (= Schlern-Schriften. Bd. 333, Teil 1–2). 2 Bände (Bd. 1: Biographie und Darstellung. Bd. 2 [als Herausgeber]: Dokumentenedition, vorwiegend aus dem Nachlass). Wagner, Innsbruck 2007, ISBN 978-3-7030-0413-1.[4]
- Tirol im 20. Jahrhundert. Vom Kronland zur Europaregion. Tyrolia-Athesia, Innsbruck-Bozen 2008, ISBN 978-3-7022-2881-1.
- Österreichs Weg in die Europäische Union. Studien-Verlag, Innsbruck u. a. 2009, ISBN 978-3-7065-4706-2.
- Deutschland. Von der Teilung bis zur Einigung. 1945 bis heute. Böhlau, Wien u. a. 2010, ISBN 978-3-205-78584-2 (in englischer Sprache: Three Germanies. West Germany, East Germany and the Berlin Republic since 1945. Reaktion, London 2011, ISBN 978-1-86189-778-7;[5] in italienischer Sprache: Le tre Germanie. Germania Est, Germania Ovest e Repubblica di Berlino. Odoya Library 102, Bologna 2013, ISBN 978-8862-88169-2).
- Gescheiterte Selbstbestimmung. Die Südtirolfrage, das Gruber-De Gasperi-Abkommen und seine Aufnahme in den italienischen Friedensvertrag 1945–1947 (= Akten zur Südtirol-Politik 1945–1958. Bd. 1). StudienVerlag, Innsbruck u. a. 2011, ISBN 978-3-7065-4367-5.
- Europa. Von der Utopie zur Realität (= Haymon Taschenbuch. Bd. 138). Haymon, Innsbruck u. a. 2014 (= stark erweiterte und aktualisierte Neuauflage von Europa. Von der Utopie zum EURO).
- Modellfall für Deutschland? Die Österreichlösung mit Staatsvertrag und Neutralität 1945–1955. Studien-Verlag, Innsbruck u. a. 2015, ISBN 3-7065-4062-2.
- From Saint-Germain to Lisbon. Austria's Long Road from Disintegrated to United Europe 1919–2009 (= Österreichische Akademie der Wissenschaften/Philosophisch Historische Klasse, Internationale Geschichte/International History. Bd. 5). Verlag der Österreichischen Akademie der Wissenschaften, Wien 2020, ISBN 978-3-7001-8232-0.
- Luis Durnwalder. Erinnerungen. Im Gespräch mit Michael Gehler. Michael Wagner Verlag, Innsbruck 2021, ISBN 978-3-710767630.
- mit Marcus Gonschor: Ein europäisches Gewissen. Hans-Gert Pöttering – Biografie. Herder-Verlag, Freiburg 2020, ISBN 978-3-451-38982-5.

Herausgeberschaften
- mit Silvio Vietta und Sanne Ziethen: Dimensionen und Perspektiven einer Weltgesellschaft. Fragen, Probleme, Erkenntnisse, Forschungsansätze und Theorien. Böhlau, Wien u. a. 2018, ISBN 978-3-205-20627-9.
- mit Oliver Dürkop: In Verantwortung. Hans Modrow und der deutsche Umbruch 1989/90. Studien-Verlag, Innsbruck u. a. 2018, ISBN 978-3-7065-5699-6.
- mit Wilfried Loth: Reshaping Europe. Towards a Political, Economic and Monetary Union, 1984–1989. Nomos, Baden-Baden 2020, ISBN 978-3-8487-6674-1, doi:10.5771/9783748907855.
- mit Oliver Dürkop: Deutsche Einigung 1989/1990. Zeitzeugen aus Ost und West im Gespräch. Lau Verlag, Reinbek 2021, ISBN 978-3-95768-223-9.
- mit Horst Teltschick: Die 329 Tage zur deutschen Einheit. Das vollständige Tagebuch mit Nachbetrachtungen, Rückblenden und Ausblicken. Vandenhoeck & Ruprecht, Göttingen 2024, ISBN 978-3-525-30265-1.